# Svenkoeltzia
Svenkoeltzia é um género botânico pertencente à família das orquídeas (Orchidaceae).

## Espécies
1. Svenkoeltzia congestiflora (L.O.Williams) Burns-Bal., Orchidee (Hamburg) 40: 12 (1989).
2. Svenkoeltzia luzmariana R.González, Bol. Inst. Bot. (Guadalajara) 7: 40 (1999 publ. 2000).
3. Svenkoeltzia patriciae R.González, Bol. Inst. Bot. (Guadalajara) 7: 45 (1999 publ. 2000).